# Zvolenská Slatina
Zvolenská Slatina (in ungherese Nagyszalatna, in tedesco Großslatina) è un comune della Slovacchia facente parte del distretto di Zvolen, nella regione di Banská Bystrica.
Diede i natali alla poetessa Terézia Vansová (1857-1942) e allo scultore Ján Kulich (1930-2015), a cui è dedicata la Galleria Ján Kulich, aperta nel 2015.